# Лаувенг, Арнхильд
Арнхильд Лаувенг (норв. Arnhild Lauveng; родилась 13 января 1972 года) — норвежская писательница, клинический психолог, сторонник движения выздоровления в психиатрии.

## Биография
С 17 до 26 лет страдала от одной из форм шизофрении (Н. Б. Левина и Е. Б. Любов считают её близкой по структуре к шизоаффективной), что было описано в книге «Завтра я всегда бывала львом». Болезнь сопровождалась размыванием границ между реальным и болезненным, но без полного охвата личности, благодаря чему мечта о профессии психолога помогала девушке бороться с расстройством. Среди симптомов — разнообразные слуховые и зрительные галлюцинации, в основном фантастического содержания, самоповреждение. Побочные действия лекарств (нейролептиков) для неинформированного пациента слились с симптомами болезни, отягощая психоз.
Взяв болезнь под контроль, Лаувенг окончила Университет Осло и стала практикующим клиническим психологом, кандидатом психологических наук. Была аспирантом в департаменте FoU компании NKS Olaviken, в отделе охраны психического здоровья. Живёт в коммуне Лёренскуг графства Акерсхус.

## Творчество и взгляды
В своих автобиографических книгах Лаувенг затронула многие проблемы оказания психиатрической помощи, такие как жестокое и унижающее обращение с психически больными, организационные недостатки в психиатрических клиниках и социальной реабилитации больных.
Биографический роман «Завтра я всегда бывала львом» показывает альтернативное восприятие реальности, раскрывает внутреннюю картину шизофрении и социальные связи между больным, медицинским персоналом и обществом. Арнхильд рассматривает симптомы болезни как метафорический ответ на неразрешённую жизненную ситуацию. 

## Сочинения
- Лаувенг А. Завтра я всегда бывала львом = I morgen var jeg alltid en løve / Арнхильд Лаувенг ; Пер. с норв. И. П. Стребловой. — Самара : ИД «Бахрах-М», 2009. — 288 с. — ISBN 978-5-94648-099-4.
- Лаувенг А. Бесполезен как роза = Unyttig som en rose / Арнхильд Лаувенг ; Пер. с норв. И. П. Стребловой. — Самара : Бахрах-М, 2011. — 280 с. — ISBN 978-5-94648-090-1.
- Лаувенг А. Нечто совсем иное : Подростки и психическое здоровье = Noe mye mer annet. Ungdom og psykisk helse / Арнхильд Лаувенг ; Пер. с норв. Светланы Высоцкой. — Самара : ИД «Бахрах-М», 2014. — 320 с. — ISBN 978-5-94648-110-6.